# スパニッシュ・ウォーター・ドッグ

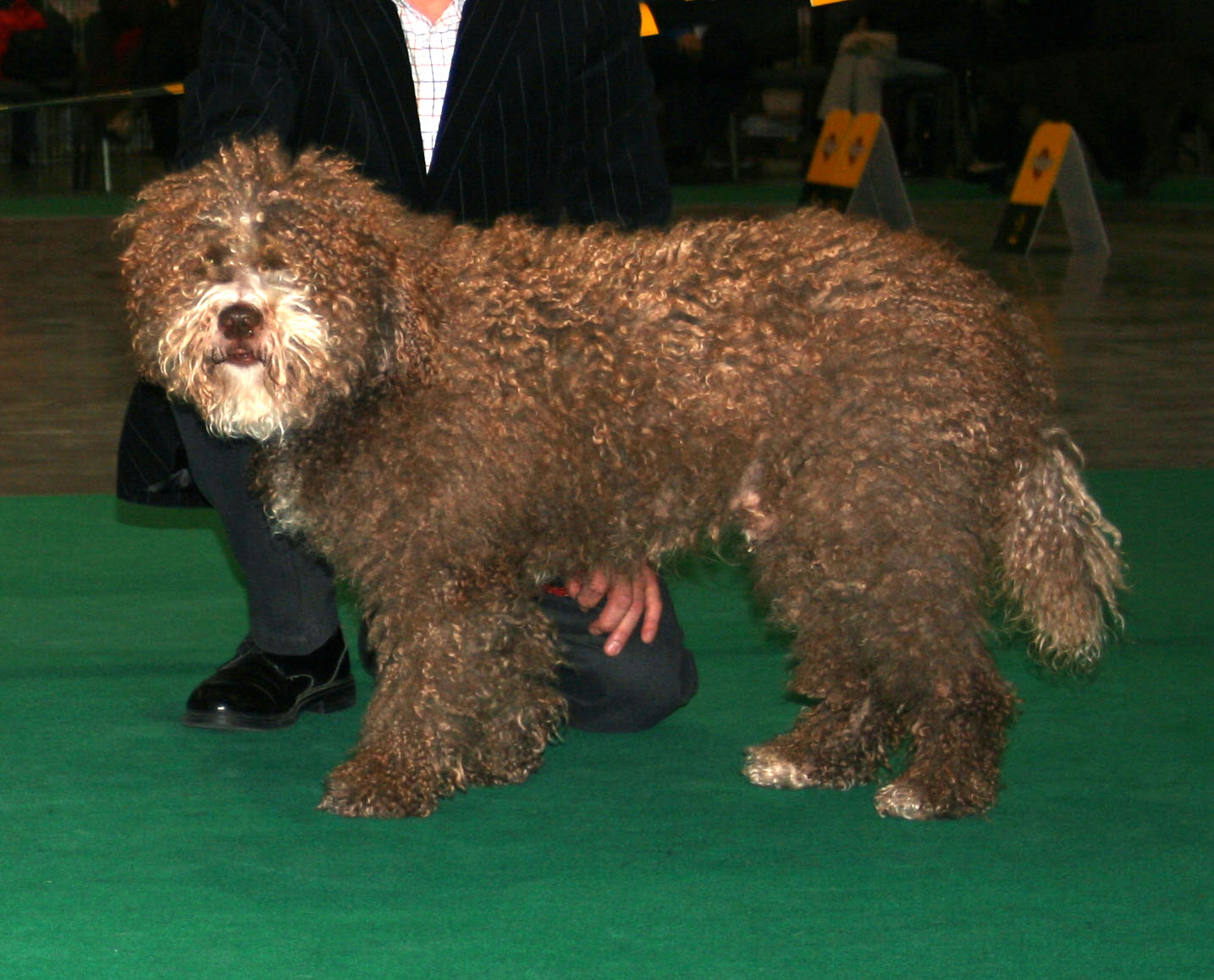
スパニッシュ・ウォーター・ドッグ

スパニッシュ・ウォーター・ドッグ（英：Spanish Water Dog）は、スペインのアンダルシア州原産の牧羊犬種/水中作業用犬種である。別名はペロ・デ・アグア・エスパニョール（スペイン語：Perro de Aqua Espagnol）。
そのほかの呼称のひとつにアンダルシアン・ダーク（英：Andalsian Dark）というものがあるが、これは「アンダルシアのトルコ人労働者」を意味していて、毛色が彼らの肌の色に似ていて、且つそのようによく働くことにちなんでつけられた別名である。

## 歴史

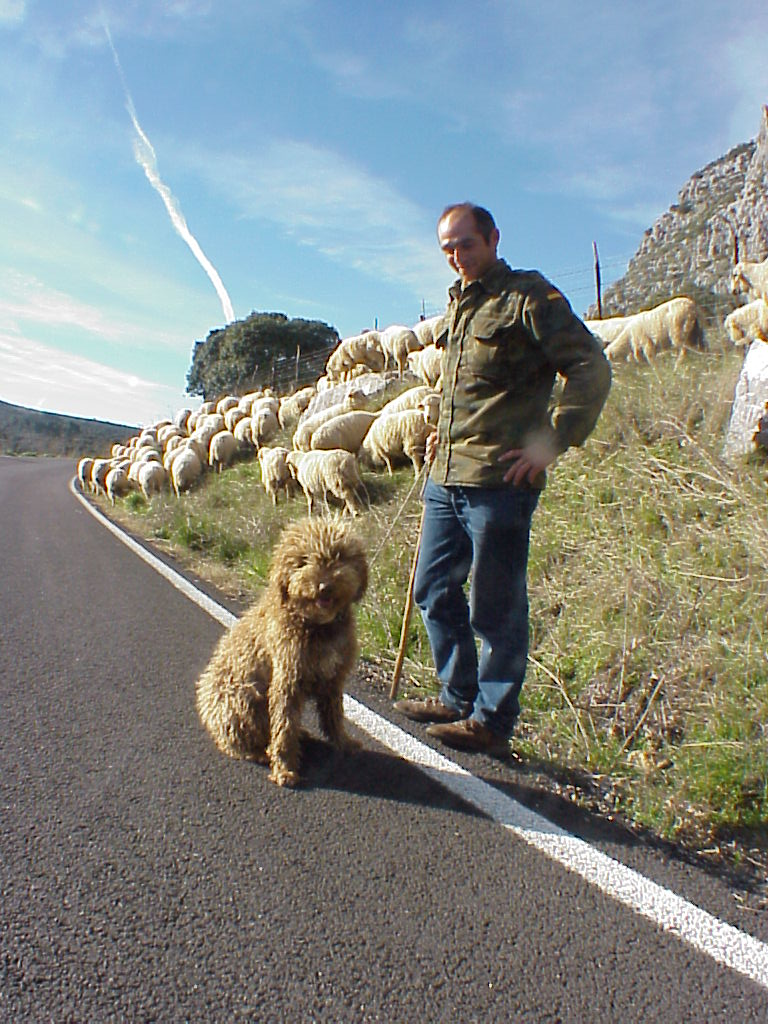
牧羊犬として使役されている個体

生い立ちはほとんどが謎に包まれているが、プーリーやコモンドールといったシャギーコート（むく毛）の牧羊犬種や護畜犬種と何らかの血統的なかかわりを持っていると考えられている。1110年ごろの資料にはすでに本種かその直系の先祖と見られる犬の記述が残されており、古くから存在していた犬種であることが確認されている。
本種はさまざまな仕事をするのに使われた。牧羊犬としては羊や山羊などを誘導した。季節によってスペインの北と南を行き来し、放牧地を移動する際、一日に何kmもの距離を駆け、家畜をはぐれさせないように的確に放牧地へ移動させた。
農場では泥棒や害獣から作物を守るため、番犬として働いた。猟犬種ではないため狩猟能力は決して高くはないが、ネズミやなめてかかるウサギであれば仕留めることができる。
漁師には水中作業犬として使われた。泳いで網を設置したり、水中に落としてしまったものを回収するのに潜水をすることもできた。又、海上で撃ち落された鳥を泳いで回収することもできる。
この他、近年は災害救助犬などとしても使われている。もちろん、容姿が変わっているのでペットやショードッグなどとしても飼育されている。
現在牧畜が機械化され、放牧地の減少などにより牧羊犬としての役割は減りつつあるが、そのほかの仕事は現在でも継続されていて、特に水中作業犬としてはよく使われている。スペインでは人気があり、特にアンダルシア州ではよく見られる犬種である。しかし、スペイン以外ではめったに見られないやや珍しい犬種である。

## 特徴

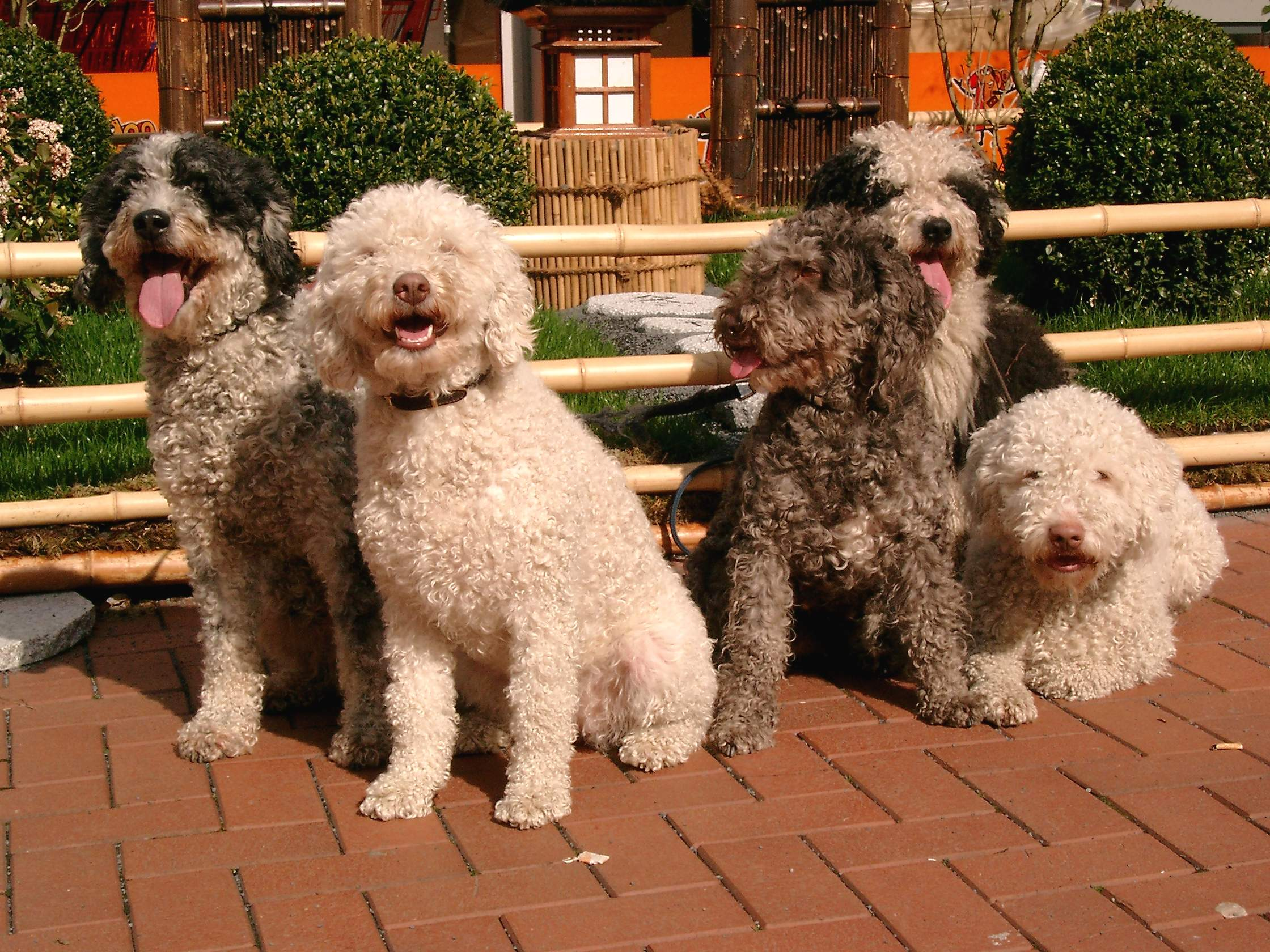
カラーバリエーションの例。人気の茶色以外にも、さまざまな毛色が存在する。

もさもさとしたシャギーコートに全身を覆われた、印象的な犬である。コートは強くウエーブがかっていてもつれやすく、油を多めに含んでいるため水をよくはじく。又、厚い構造になっているので保温性があり、冬の寒さや冷たい水にも強い。ただし、洗うのが大変で地肌が湿気て蒸れやすく、日本の夏のような暑さに弱いのが欠点である。とはいえ、スペインのように夏でも湿気の少ない地域ではこのようなトラブルは起こらないので、原産地では安心して飼育ができる。毛色は暗色系の茶色など。
尚、コートが伸びきるまでに3年ほどかかり、一度毛を刈ると延びるまでにさらに時間がかかる。このため、コートを切ると二度と以前の姿には戻れないというように比喩されることもある。
マズルは短めで、体つきは普通である。耳は垂れ耳、尾は垂れ尾で耳と尾には飾り毛がある。尾は断尾して短くすることもある。体高38〜50cm、体重12〜20kgの中型犬で、性格は主人家族に忠実で従順、陽気で温和だが、仕事柄により警戒心が強い。見知らぬ人には吠え立てるが、危害を加えないと判断すると距離を置いて接し始める。しつけの飲み込みは非常によく、芸もたくさん覚えることができる。状況判断力や社会性も高く、コートのことを除けばペットとして飼育するのにもよく向いた犬種である。走り回ることが大好きだが、それと同じくらい泳ぐことも大好きで得意としている。運動量は大型犬並みで、かかりやすい病気は地肌が蒸れて起こる皮膚炎、コートが目に入って起こる眼疾患、耳の中が蒸れて起こる外耳炎、運動のし過ぎによる関節疾患などがある。